# جاشیرآسا
جاشیرآسا (نام علمی: Alococarpum erianthum) نام یک گونه از تیره چتریان است.